# پیرلوئیجی کاپلوزو
پیرلوئیجی کاپلوزو (انگلیسی: Pierluigi Cappelluzzo؛ زادهٔ ۹ ژوئن ۱۹۹۶) بازیکن فوتبال اهل ایتالیا است.
از باشگاه‌هایی که در آن بازی کرده‌است می‌توان به باشگاه فوتبال هلاس ورونا، باشگاه فوتبال دلفینو پسکارا، و باشگاه فوتبال روبور سیه‌نا اشاره کرد.